# Mirko Dolcini
Mirko Dolcini (Ciudad de San Marino, 13 de noviembre de 1973) es un político sanmarinense, líder del partido político Domani Motus Liberi y uno de los Capitanes Regentes de San Marino junto con Alessandro Cardelli desde el 1 de octubre de 2020 hasta el 1 de abril de 2021.

## Biografía
Después de graduarse en derecho en la Universidad de Urbino, obtuvo un Máster en "Especialización en Derecho de San Marino". Desde 2003 abre su propio estudio. Fue presidente de OSLA, y también ocupó los cargos de vicepresidente y editor jefe del periódico de la asociación. Se incorporó al partido Domani Motus Liberi y se ha desempeñado como miembro del Gran y General Consejo desde las elecciones generales de 2019.
Dolcini es padre de un niño con su esposa Monica y tiene un hermano gemelo.